# التعاطف في بحوث وسائل الإعلام
التعاطف في بحوث وسائل الإعلام اقترحت جوان كانتور (2004) أن البشر' يميلون بطبيعتهم إلى التعاطف مع مشاعر الأبطال ….  قد يساعد هذا في تفسير ردود الفعل المحتملة على المدى الطويل التي قد تصاحب التعرض لمحتوى مخيف. إن الشعور بالقرب من البطل قد يعزز عمق الخوف و العجز الذي قد يواجهه المشاهد.
يُعتبر التعاطف منذ فترة طويلة أحد موضوعات بحوث الاتصالات. وأشار زيلمان وكانتور (1977) إلى أنه بغض النظر عن مصدر التعاطف، فإن وجوده يتوقع بأن المشاهدين قد يشعرون بشكل غير مباشر بالمشاعر التي يظهرها البطل. وأشار بحثهما في التفاعلات العاطفية إلى أن، على الأقل لدى الأطفال، أفعال و مشاعر البطل لها تأثير مباشر على استمتاع المشاهدين بالفيلم.
وقد تم تعريف التعاطف بطرق مختلفة في محاولة من الباحثين لتوضيح الجوانب المختلفة للظاهرة. واستشهد دولف زيلمان (1991)، عندما كان في جامعة ألاباما، بمجموعة متنوعة من معاني التعاطف التي صدرت عن زملائه الباحثين والتي، من أول وهلة، قد تبدو أنها تتعارض مع بعضها البعض. ومع ذلك فإنه يضع هذا التعارض الظاهر جانبًا مع التأكيد على أن الجوهر المشترك بين هذه التفسيرات المختلفة يتمثل في أنها تتعلق بالاستجابات العاطفية للأشخاص تجاه، وتقاربهم مع، مشاعر الأشخاص الآخرين وردود فعلهم على تلك المشاعر .
ودرس تامبوريني وآخرون (1990) التعاطف على أنه مجموعة من البنى، التي يتجول بينها الخيال والمشاركة الخيالية و التوجه الإنساني و العدوى العاطفية. و تشير البنيتان الأوليان إلى الخيال كمعيار ضروري لحدوث التعاطف. ويمكن أن يكون أولئك الذين يتمتعون بدرجة أعلى من الميول الخيالية عرضة بشكل خاص لتجربة عاطفية نابضة.
وتشير البنية الثالثة، التوجه الإنساني، إلى الاهتمام بالشخصية. وفي إطار هذه البنية، قد ينغمس المرء بعمق في أعماق الشخصية. وبالتالي، يمكن للمرء أن يصبح متعاطفًا بدرجة كبيرة مع المحنة التي تتعرض لها الشخصية.
وتشير البنية الرابعة، العدوى العاطفية، إلى مشاعر المشاهدين والدور الذي يمكن أن يلعبوه في التأثير على المشاعر الخاصة بالمرء. وبالتالي، فإن المشاعر البادية على الأشخاص الموجودين حول المرء قد تؤثر على مستوى أو نوع العرض العاطفي له.
واعتبر تامبوريني وآخرون (1990) أنه من المنطقي توقع أن الخيال سيكون عاملاً مهمًا في التعاطف، في إطار هذه البنى. يجب على المرء أن يكون قادرًا على وضع نفسه في مكان الآخرين، إذا جاز التعبير، ليصبح منغمسًا بشكل عميق في المحنة التي تتعرض لها الشخصية. ويمكن أن يكون المعنى الضمني هو أن الأفراد الذين يتمتعون بميل أقوى لأحلام اليقظة قد يشكلون على نحو أكثر استعدادًا علاقة عاطفية مع الشخصية، وبالتالي الشعور بارتباط عاطفي أقوى.
وأشار سباركس وآخرون (1993) إلى أنه من المألوف أن تظل ردود الفعل للبرامج التلفزيونية المخيفة لدى المرء إلى أجل غير مسمى. وشملت هذه الردود «العصبية و اضطرابات النوم و الخوف من الذهاب إلى بعض الغرف في المنزل» . ويُعزى هذا إلى إثارة المشاعر، والذي أشار إليه أيضًا زيلمان (1991) كعامل محتمل في التعاطف. وأشار سباركس وآخرون (1993) كذلك إلى أن الأشخاص الذين يتعرضون لإثارة كبيرة قد يكونون أكثر عرضة لاستجابات الشعور بالخوف من أولئك الذين يتعرضون لإثارة أقل.